# 卡普斯京齊 (沃洛達爾卡區)
49°31′30″N 29°35′49″E / 49.52500°N 29.59694°E

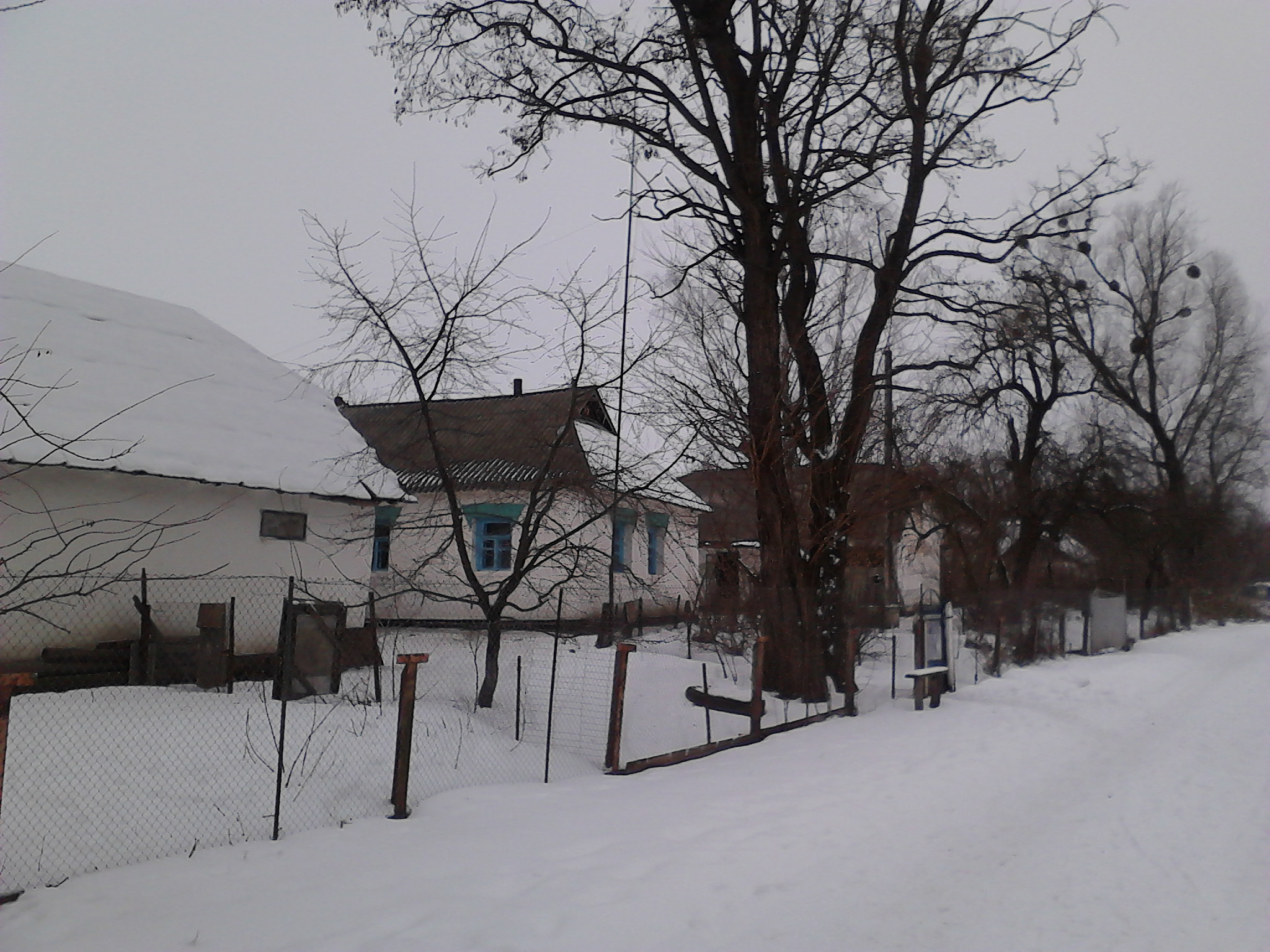

卡普斯廷齊（烏克蘭語：Капустинці）是位於烏克蘭北部的村莊，由基辅州白采爾克瓦區的沃洛達爾卡市鎮負責管轄。該村始建於1550年，面積2.74平方公里，海拔高度206米，2001年人口469，人口密度每平方公里171.2人。